# Adrián Gorelik
Adrián Gorelik (Mercedes, Argentina, 1957) es arquitecto e historiador, dedicado a los temas de historia cultural urbana e historia intelectual del pensamiento sobre la ciudad en Argentina y América Latina.
Se formó en la Universidad de Buenos Aires, recibiendo el título de arquitectura en 1982 y el de doctor en historia en 1997. Es investigador principal del Conicet y profesor titular de la Universidad Nacional de Quilmes, donde ha dirigido el Centro de Historia Intelectual. Forma parte del Consejo de Dirección del Seminario de Historia de las ideas, los intelectuales y la cultura “Oscar Terán”, Instituto de Historia Argentina y Americana “Dr. Emilio Ravignani”, Facultad de Filosofía y Letras, Universidad de Buenos Aires.
Es miembro del Consejo de Dirección de la revista Prismas, anuario del Centro de Historia Intelectual de la Universidad Nacional de Quilmes. Ha sido miembro del Consejo de Dirección de la revista de cultura Punto de Vista y de la revista de cultura arquitectónica Block .
Entre otras distinciones, integró la Akademie Schloss Solitude de Stuttgart en 1994-1995, recibió la Beca Guggenheim en 2003, fue profesor Simón Bolívar de la University of Cambridge en 2011-2012, integró el Wissenschaftskolleg de Berlín en 2016-2017 y ocupó la Cátedra Tinker en la University of Chicago en 2023. Fue profesor visitante, entre otras instituciones, en Harvard University, Freie Universität Berlin, Universidade de São Paulo, Universidade Federal de Minas Gerais y Pontificia Universidad Católica de Chile.
Entre sus libros principales cabe señalar La grilla y el parque. Espacio público y cultura urbana en Buenos Aires (1998; versión en inglés de 2022); y La ciudad latinoamericana. Una figura de la imaginación social del siglo XX (2022; edición en portugués de 2024). Ha editado, en colaboración con Fernanda Arêas Peixoto, Ciudades sudamericanas como arenas culturales (2016; edición en portugués de 2019), y con Carlos Altamirano, La Argentina como problema (2018).

## Libros
- 1993. La sombra de la vanguardia. Hannes Meyer en México, 1938-1947, Buenos Aires, Proyecto Editorial, FADU-UBA / SCA (en colaboración con Jorge F. Liernur). El libro tuvo una segunda edición en Santiago de Chile, editorial Bifurcaciones, en 2019, con estudio introductorio de Daniel Talesnik y nuevo prólogo de los autores.
- 1998. La grilla y el parque. Espacio público y cultura urbana en Buenos Aires, 1887-1936, Buenos Aires, Editorial de la Universidad Nacional de Quilmes. El libro fue traducido al inglés en 2022: The grid and the park. Public space and urban culture in Buenos Aires, Pittsburgh, Latin American Research Commons, con traducción de Natalia Majluf y nuevo prólogo del autor. Enlace al versión en inglés en acceso libre.
- 2004. Miradas sobre Buenos Aires. Historia cultural y crítica urbana, Buenos Aires, Siglo XXI Editores Argentina.
- 2005. Das vanguardas à Brasília. Cultura urbana e arquitetura na America Latina, Editora UFMG (Universidade Federal de Minas Gerais), Belo Horizonte.
- 2011. Correspondencias. Arquitectura, ciudad, cultura, Buenos Aires, Editorial Nobuko.
- 2013. José Luis Romero. Vida histórica, ciudad y cultura [organizado en colaboración por José Emilio Burucúa, Fernando J. Devoto y Adrián Gorelik], Buenos Aires, UNSAM Edita.
- 2016. Ciudades sudamericanas como arenas culturales (organizado por Fernanda Arêas Peixoto y Adrián Gorelik), Buenos Aires, Siglo XXI Editores Argentina. El libro fue publicado en Brasil en 2019: Cidades sul-americanas como arenas culturais, São Paulo, Sesc Edições, con estudio introductorio de Nabil Bonduki.
- 2018. La Argentina como problema. Temas, visiones y pasiones (dirigido por Carlos Altamirano y Adrián Gorelik), Buenos Aires, Siglo XXI Editores Argentina.
- 2019. Tafuri en la Argentina (libro colectivo realizado por Fernando Aliata, Anahi Ballent, Alejandro Crispiani, Mercedes Daguerre, Adrián Gorelik, Jorge Francisco Liernur y Graciela Silvestri), Santiago de Chile, ARQ Ediciones, Escuela de Arquitectura, Pontificia Universidad Católica de Chile.
- 2022. La ciudad latinoamericana. Una figura de la imaginación social del siglo XX, Buenos Aires, Siglo XXI Editores Argentina. El libro fue publicado en Brasil en 2024: A cidade latino-americana. Uma figura da imaginação social do século XX, EDUFBA (Editora de la Universidade Federal da Bahia), Salvador, com traducción de José Carlos Huapaya Espinoza y revisión técnica de Ana Claudia Veiga de Castro.
- Gorelik realizó estudios introductorios a los libros de Rem Koolhaas, Nova York delirante (Cosac Naify, San Pablo, 2008); José Luis Romero, La ciudad occidental. Las culturas urbanas en Europa y América (Buenos Aires, Siglo Veintiuno Editores, 2009); y Ángel Rama, La ciudad letrada. Un ensayo (Barcelona, Trampa ediciones, 2024). Y a los siguientes libros de fotografía: Buenos Aires [Coppola + Zuviría], Ediciones Larivière, Buenos Aires, 2006; Buenos Aires, memoria antigua. Fotografías 1850-1900, Fundación Ceppa Ediciones, 2015 (organizado por Luis Príamo); y Facundo de Zuviría, Estampas porteñas, Madrid, Fundación MAPFRE, 2022.